# Ultimate X-Men
Ultimate X-Men, com a chegada do novo milénio (anos 2000 em diante) a editora Marvel Comics criou uma linha de estórias renovadas de seus personagens já existentes (os títulos mais famosos como os X-Men, Demolidor, Elektra, Homem-Aranha, Wolverine, Hulk, entre muitos outros).
Os Ultimate X-Men são do ano de 2001, tendo como base as estórias já feitas nos anos anteriores.

## História da publicação
Após sua estreia em fevereiro de 2001,  Ultimate X-Men  foi o segundo quadrinho da linha Ultimate Marvel, precedida por alguns meses pelo título de sua irmã 'Ultimate Spider-Man' '. Os líderes da linha Ultimate Universe, Bill Jemas e Joe Quesada, originalmente tentaram contratar Brian Michael Bendis para escrever o título, mas ele declinou.[ligação inativa] Marvel contratou o escritor escocês Mark Millar, que era mais conhecido no momento da sua participação em The Authority e era largamente ignorante da franquia X-Men. Com o primeiro filme X-Men como sua única referência, Millar reinventou o conceito.

## Personagens

### X-Men
No grupo atual, se encontram
- Professor X - Igual ao da Terra-616. Fundador
- Noturno - Uma fumaça amarela sempre sae de sua boca. É a fumaça de seu teleporte.
- Ciclope - Igual ao da Terra-616.
- Tempestade - Teve um romance com o falecido Fera
- Vampira - Inicialmente participou do projeto arma x mas logo entrou para os x-men.Absorve temporariamente os poderes de Gambit após esses ser morto pelo fanático(como mostra o segundo anual),mas recupera seus poderes.Já teve relacionamentos com Gambit, Homem de Gelo e Homem-Aranha.
- Wolverine - Mais concentrado e intelectual do que o da Terra-616. As vezes seus cabelos aparecem compridos e lisos.
- Fênix (Jean Grey) - Tem os cabelos curtos e a Fênix começou a se manifestar na Terra, não no espaço como na primeira versão.
- Colossus - É homossexual e tem um romance com Estrela Polar
- Lince Negra - Teve um romance com o Homem-Aranha e já foi sua parceira.
- Homem de Gelo - Teve um grave acidente e seus pais processaram Xavier, mas este fugiu e se uniu ao grupo de novo.
- Fera - Aluno mais intelectual de Xavier, namorado da Tempestade, dado como morto apos o incidente na casa branca voltou para ajudar os X-Men principalmente na batalha contra o apocalipse
- Cristal - Ela tem os cabelos negros e curtos. Usa uma roupa de roqueira e é uma das mutantes mais fortes da equipe por ter poder de separar os atomos criando luzes. Namorada Anjo
- Anjo - Namorado da cristal entrou para o grupo de Emma a pedido de Xavier para espionar.

### Inimigos
A Irmandade de Mutantes:
- Mística - Igual a da Terra-616.
- Forge - Mais jovem e inesperiente. Vive junto com a Mística
- Magneto - Líder. Preso no Triskelion pelos Supremos.
- Groxo - Igual ao da Terra-616
- Longshot - Escapou do programa do Mojo e entrou para a Irmandade para se vingar dos X-Men.
- Pyro- Por não conseguir se unir aos X-Men, ele se une à Irmandade de Mutantes. Ele possui sua face cheia de cicatrizes.

Outros:
- Mojo - Apresentador de um programa de caça aos mutantes.
- Deadpool - Caçador de mutantes.
- Dentes-de-Sabre - Possui garras iguais a do Wolverine.
- Lady Letal - Mutante. Presa no Triskelion

### Outros Personagens
- Academia do Amanhã - Grupo de mutantes reunidos por Emma Frost
- Emma Frost - Ex-namorada do Professor Xavier. Diretora do Academia do Amanhã.Membro do Clube do Inferno.
- Destrutor - Odeia o irmão, pois já foi namorado de Polaris. Sempre que dá briga com ele e usa de golpes baixos para vencer.
- Polaris - Namorada de Destrutor. Foi namorada de Ciclope. Presa injustamente graças a um plano de Magneto. Destrutor e seus amigos salvaram-na.
- Míssil - Aluno de Emma Frost.Ajudou Destrutor, Estrela Polar e Mancha Solar a salvar Polaris.
- Estrela Polar - Namorado de Colossus. Aluno de Emma Frost.
- Mancha Solar - Aluno novato de Emma Frost.
- Cifra - Garoto aluno de Emma capaz de entende qualquer linguagem.
- Cable - Na verdade é um Wolverine de um futuro pós-apocaliptico. Veio ao presente para matar Charles Xavier.
- Psylocke - Agente inglesa que é morta graças ao filho de Xavier Proteus e transfere sua mente para um corpo mais jovem. Fez parte dos X-mens de Bishop.
- Bishop - Vindo de um futuro para impedir Cable de matar Xavier.Criou seus X-Men após Ciclope acabar com eles. Esposo de Psylocke.

## Outras Características
- Assim como na versão original, a Bola Rápida, ataque combinado de Wolverine e Colossus, também é muito usado.
- A revista foi criada logo após Ultimate Spider-Man e mostra cronologias muitas vezes iguais aos das antigas publicações. Alguns eventos e personagens foram criados especialmente para a revista.
- No Brasil, a revista é publicada em Marvel Milleniun: Homem-Aranha.